# Reiz-Organismus-Reaktions-Modell
Das SOR-Modell (auch S-O-R-Paradigma oder SOR-Schema) basiert auf dem neobehavioristischen Konzept der kausalen Verknüpfung von:
- S: Stimulus (Reiz)
- O: Vorgänge im Organismus, siehe auch Intervenierende Variable
- R: Reaktion des Organismus

## Beschreibung
Diesem Konzept liegt die Vorstellung zugrunde, dass ein Stimulus (zum Beispiel die Angaben zu einem bestimmten Handelsprodukt in der Werbung oder die Höhe des erreichbaren Arbeitsentgelts) im Organismus verarbeitet wird (zum Beispiel in Form von Motivations-, Entscheidungs- oder Lernprozessen) und sodann zu Reaktionen führt (zum Beispiel zu verändertem Konsumverhalten oder zu gesteigerter Arbeitsleistung). Das S-O-R-Konzept wurde 1929 von Robert S. Woodworth eingeführt.
Das Modell gehört zu den Struktur-Ansätzen. Diese lassen sich in Total- und Partialmodelle unterscheiden. Totalmodelle, zum Beispiel das Modell von Howard und Sheth oder das Engel-Kollat-Blackwell-Modell, versuchen zum Beispiel das Konsumentenverhalten vollständig durch psychische und soziale Prozesse zu erklären, während sich Partialmodelle (zum Beispiel das Einstellungsmodell) nur auf Teilbereiche der Verhaltenserklärung beschränken.
Im Unterschied zum älteren Stimulus-Response-Konzept (S-R) werden beim S-O-R-Paradigma zusätzlich interne Prozesse des Organismus in Rechnung gestellt. Kritiker des S-O-R-Modells wenden gleichwohl ein, dass Gruppenprozesse in diesem Modell keine angemessene Beachtung finden (zum Beispiel das gemeinsame Diskutieren eines Werbespots vor dem TV-Gerät oder das Diskutieren von Lohnleistungen innerhalb einer Gewerkschaftsgruppe) und dass nur der Reiz-Aussender (bei Werbung: der Hersteller) eine aktive Rolle zugeschrieben bekommt, während der Reiz-Empfänger (der Fernsehzuschauer) von außen gesteuert erscheint, also passiv. Die Theorie der Wahrnehmungsregelung stellt dem einen rückgekoppelten Prozess gegenüber, der den Prinzipien der Kreiskausalität entspricht.
Eine ausführliche Darstellung verschiedener Theorien über die grundlegenden Assoziationsmechanismen der Konditionierung findet man im Artikel Verstärker (Psychologie).

## Ansatz von Mehrabian und Russell
Einen ähnlichen Ansatz bietet das umweltpsychologische Verhaltensmodell, ein theoretisches Verhaltensmodell von Albert Mehrabian und James A. Russell von 1974. Anwendung findet es in der Erklärung des Konsumentenverhaltens in der Kaufphase. Demnach bestimmen Umwelt (Stimulus) und Persönlichkeitsfaktoren emotionale Reaktionen, die dann in Verhaltensreaktionen (Response) messbar sind.